# Bejtše'anské údolí
Bejtše'anské údolí (hebrejsky עמק בית שאן‎, Emek Bejt Še'an, někdy též בקעת בית שאן‎, Bik'at Bejt Še'an) je údolí v severním Izraeli. Nejjižnějším cípem zasahuje též na Západní břeh Jordánu.

## Geografie

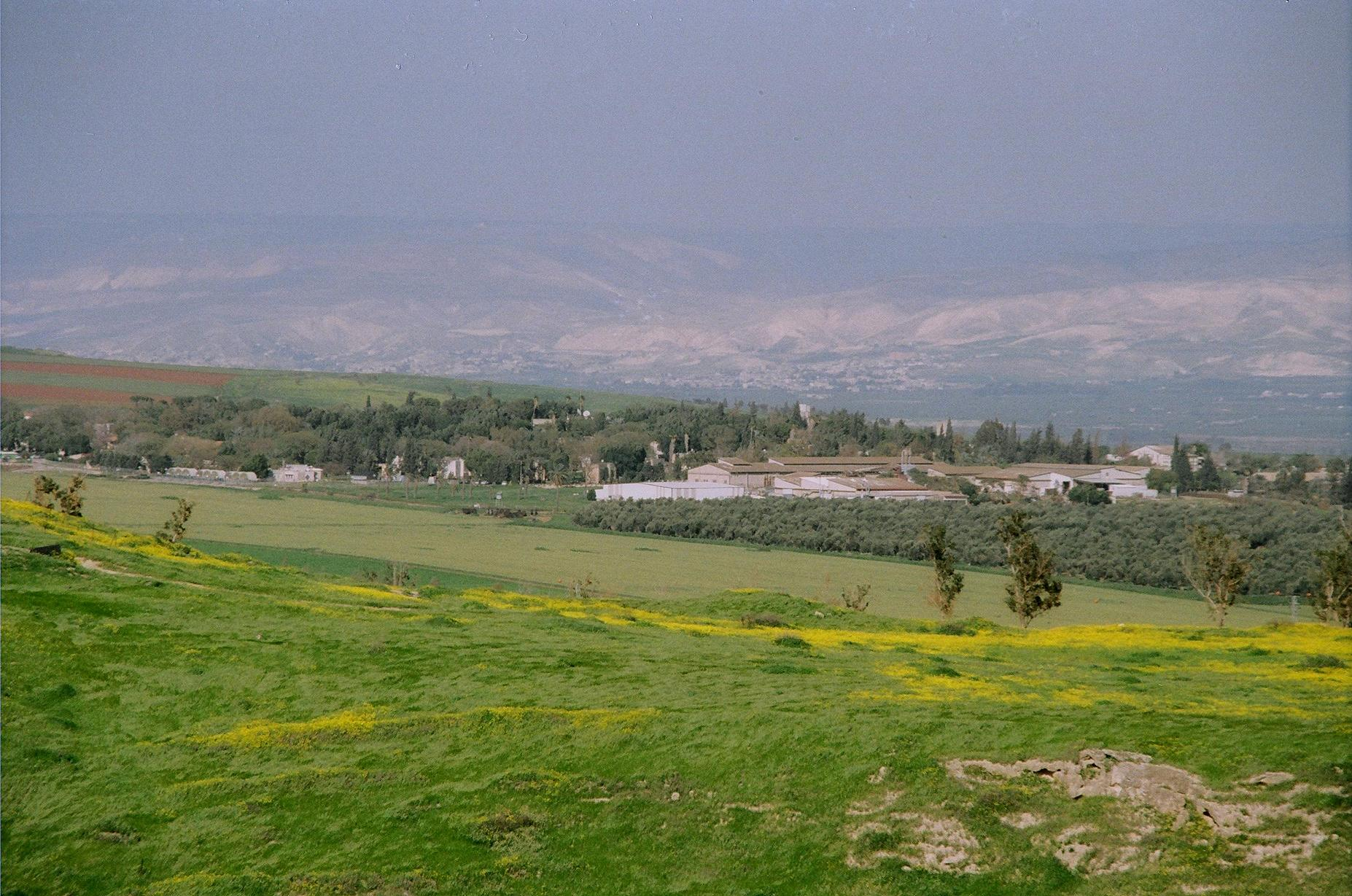
Kibuc Chamadja v Bejtše'anském údolí, v pozadí řeka Jordán a svahy hor v Jordánsku

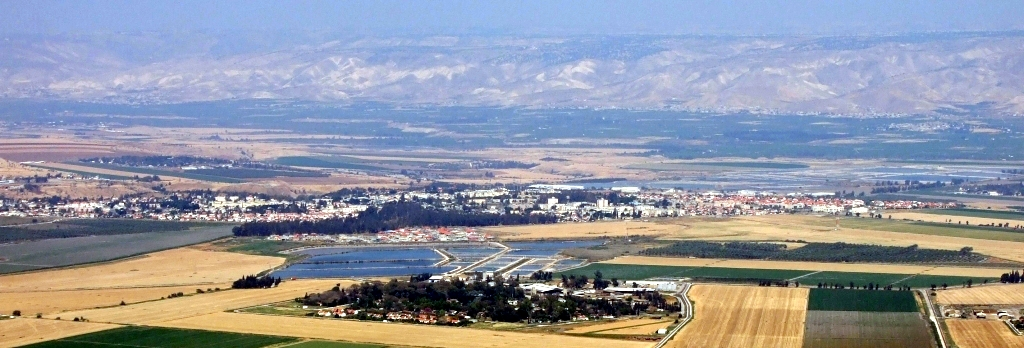
Město Bejt Še'an v Bejtše'anském údolí, v pozadí řeka Jordán a svahy hor v Jordánsku

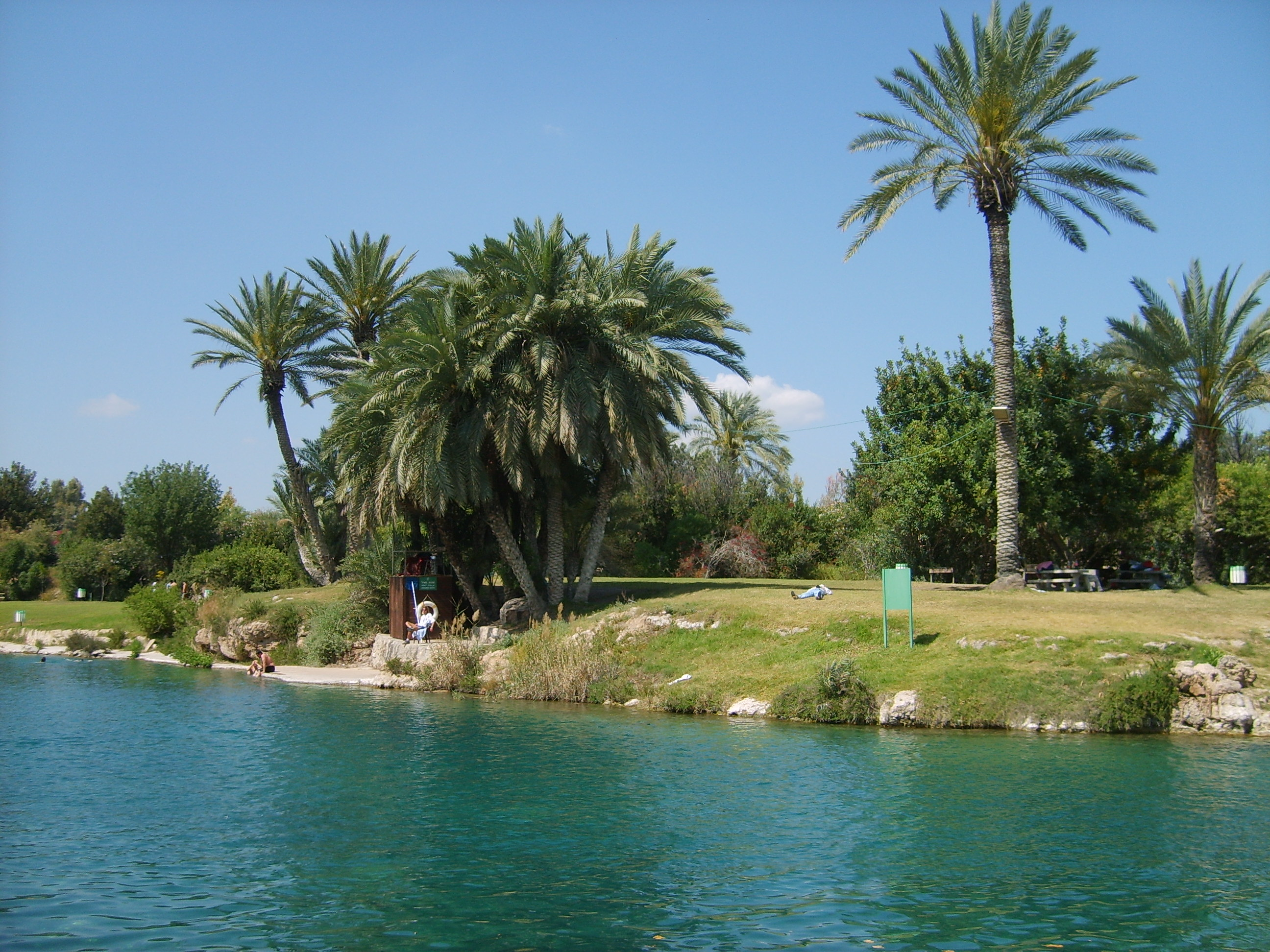
Národní park Gan ha-Šloša u vesnice Nir David

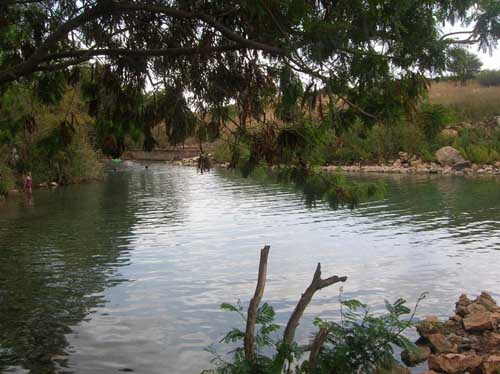
Pramen Ejn Šokek u vádí Nachal Šokek

Jde o podčást většího celku Jordánského údolí nalézající se v oblasti, kde u města Bejt Še'an do řeky Jordán přitéká od západu tok Nachal Charod. Na severu bývá za jeho hranici považován tok vádí Nachal Tavor, na jihu tok vádí Nachal Milcha, na západě tvoří jasnou hranici pás zlomového pohoří. Jde o masivy Gilboa a Ramot Jisachar (s podčástmi Ramat Cva'im a Ramat Kochav), které ovšem odděluje široké Charodské údolí, jež plynule navazuje na Bejtše'anské údolí a propojuje ho západním směrem na Jizre'elské údolí. Východní hranicí je řeka Jordán a po ní běžící mezinárodní hranice mezi Izraelem a Jordánskem. V severojižním směru dosahuje údolí délky cca 25 kilometrů, ve východozápadním směru nepřesahuje výrazněji 10 kilometrů.
Celá oblast údolí se nachází v příkopové propadlině ve výškách až −300 metrů pod úrovní světových moří. Západní horský val oproti tomu dosahuje nadmořských výšek až 536 m n. m. (Har Malkišua v pohoří Gilboa). Dno údolí je převážně zcela rovinaté, byť s vytrvalým sklonem směrem k východu, pouze bezprostředně podél řeky Jordán probíhá menší terénní val. Krajinu také člení desítky drobných vyvýšenin většinou antropogenního původu (takzvané sídelní tely), z nichž nejvýznamnější je Tel Bejt Še'an, s mnohatisíciletou sídelní tradicí (dnes Národní park Bejt Še'an), nebo Tel Šalem, Tel Rechov či Tel Caf. Dalšími takovými pahorky jsou Tel Nisa, Tel Tachaš, Tel Cemed, Tel Zehavi, Tel Šokek, Tel Soka, Tel Zehara, Tel Zahron, Tel Bacul, Tel Temes, Tel Malket, Tel Malkoach, Tel Šekafim, Tel Menora, Tel Ro'e, Tel Saharon, Tel Artal, Tel Kataf, Tel Karpas, Tel Pecha, Tel Nimrod, Tel Gema, Tel Ictaba, Tel Naharon, Tel Chuga, Tel Nufar, Tel Te'omim, Tel Jišma'el, Tel Šamat, Tel Šošan nebo Tel Za'ir.
Údolím procházejí četné, většinou sezónní toky. Kromě Nachal Charod a hraničních Nachal Tavor či Nachal Milcha jsou to Nachal ha-Jadid, Nachal Minta, Nachal Jisachar, Nachal Došen, Nachal Chamadja, Nachal Amal, Nachal Kibucim, Nachal Šokek, Nachal Gefet, Nachal Jicpor, Nachal Cvija, Nachal Avinadav, Nachal Malkišua, Nachal Avner, Nachal Moda, Nachal Ner, Nachal Bezek či Nachal Avuka. Většina z nich směřuje ze západního horského pásu k řece Jordán. Kromě srážek je živí četné prameny, které se tu nalézají a jejichž počet se vyčísluje na 30. Okolo nich v mnohých místech vznikly rekreační enklávy, z nichž nejvýznamnější je národní park Gan ha-Šloša. Vodní režim v údolí je ale do značné míry pozměněn intenzivním zemědělstvím, takže mnohá koryta byla převedena do umělých vodotečí. Údolím migrují velké skupiny ptactva a poblíž vesnice Kfar Ruppin je tento sezónní tah turisticky využíván.

## Dějiny
Údolí je kontinuálně osídleno od starověku. Během osmanské nadvlády ale populace významně poklesla a velké části údolí se proměnily v močály. Novověké židovské osidlování oblasti začalo ve 30. letech 20. století za mandátní Palestiny. Roku 1932 údolí navštívil funkcionář Židovského národního fondu Josef Weitz a povšimnul si zemědělského a sídelního potenciálu oblasti. Již od 20. let 20. století totiž Židé úspěšně kolonizovali nedaleké močálovité Jizre'elské údolí. V roce 1934 zde získal Židovský národní fond první pozemky a začalo zřizování prvních osad. V té době probíhající arabské povstání v Palestině ovšem donutilo židovské osadníky budovat některé nové vesnice coby opevněné základny typu Hradba a věž (například Nir David roku 1936 nebo Tirat Cvi založená roku 1937).
Během 30. a 40. let 20. století se pak vyostřoval i v tomto regionu územní konflikt mezi Židy a Araby. Plán OSN na rozdělení Palestiny předpokládal začlenění celého údolí do plánovaného židovského státu. Během války za nezávislost v roce 1948 region ovládli během operace Gid'on Izraelci a opustila jej zároveň arabská populace. Mimo suverenitu Izraele zůstala pouze nevelká část údolí v jeho nejjižnějším výběžku při vádí Nachal Milcha (ovládnuta až během šestidenní války roku 1967 a vznikly tam izraelské osady Mechola a Šadmot Mechola). Po roce 1948 pak bylo v rámci masivní židovské přistěhovalecké vlny nově dosídleno dosud převážně arabské město Bejt Še'an coby takzvané rozvojové město. Sídelní síť doplnily i další zemědělské vesnice. Během opotřebovací války na přelomu 60. a 70. let 20. století byly zdejší obce opakovaně terčem přeshraničního ostřelování z Jordánska. Během 70. let se ale situace zklidnila a po podpisu mírové dohody mezi Izraelem a Jordánskem v 90. letech 20. století byl východně od Bejt Še'anu otevřen hraniční přechod Jordán.
Region je dopravně napojen na hlavní severojižní silniční tepnu: dálnici číslo 90. Spojení ve východozápadním směru zajišťuje dálnice číslo 71. Do roku 1948 vedla regionem rovněž železniční trať (železniční trať v Jizre'elském údolí), která vedla z Haify Jizre'elským a Charodským údolím, u Bejt Še'anu se stáčela k severu, přičemž sledovala tok Jordánu, a pak přecházela na jeho protější stranu a vedla proti proudu řeky Jarmúk do vnitrozemí arabského světa. Kvůli válečným konfliktům a přerušení hraničních styků mezi Izraelem a okolními státy byla zrušena. Některé součásti její infrastruktury jsou v zdejší krajině stále patrné.

## Seznam sídel v Bejtše'anském údolí

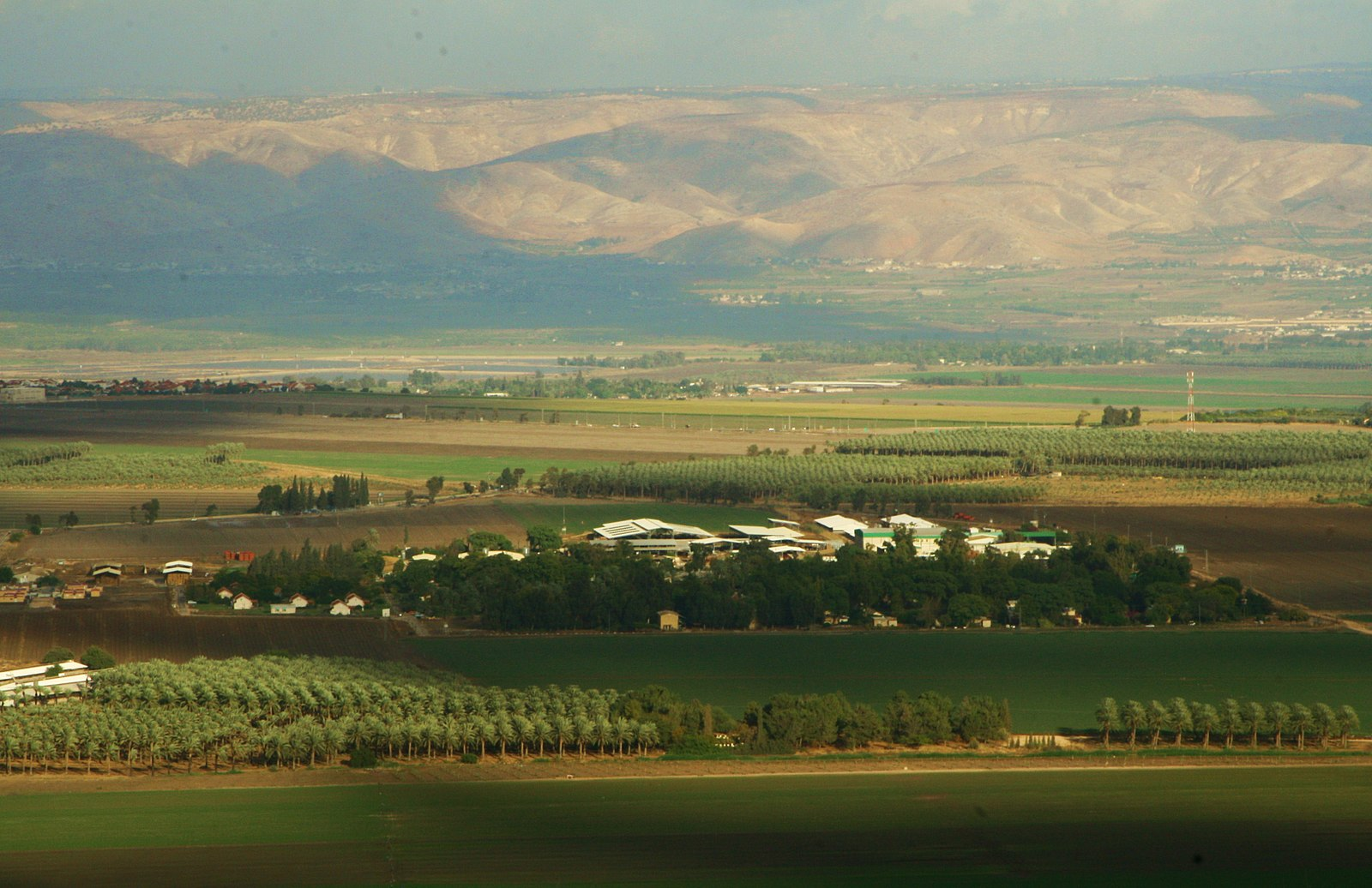
Obrázek Bejtše'anského údolí a sídel v něm

Většina vesnických sídel v údolí je součástí samosprávného celku oblastní rada Emek ha-ma'ajanot (údolí pramenů) dříve nazývaného Oblastní rada Bejtše'anské údolí. Dvě židovské osady situované na Západním břehu Jordánu patří do oblastní rady Bik'at ha-Jarden, poblíž nich stojí také dvě palestinské vesnice, které spravuje Palestinská autonomie. Město Bejt Še'an má statut města.
Kibucy
- Ejn ha-Naciv
- Gešer
- Chamadja
- Kfar Ruppin
- Ma'oz Chajim
- Mesilot
- Neve Ejtan
- Neve Ur
- Nir David
- Rešafim
- Sde Elijahu
- Sde Nachum
- Šluchot
- Tirat Cvi

Mošavy
- Bejt Josef
- Jardena
- Mechola
- Rechov
- Revaja
- Sdej Trumot
- Šadmot Mechola

Společná osada
- Tel Te'omim

Palestinské vesnice
- Ein al-Beida
- Bardala

Město
- Bejt Še'an